# Liu Jo
Liu Jo S.p.A. (resa graficamente come LIU•JO) è un'azienda di abbigliamento italiana fondata nel 1995 dai fratelli Marco e Vannis Marchi a Carpi, in provincia di Modena, distretto italiano d'eccellenza per la maglieria.
Il nome Liu Jo deriva dai soprannomi che usavano Marco Marchi (Jo) e una sua compagna di gioventù (Liu).
La filosofia creativa del brand è dedicata all'esaltazione della naturale femminilità e bellezza di ogni donna, espresse attraverso uno stile ricco di glamour e aperto alle interpretazioni personali. Questa identità si esplica in quello che, dal 2018, è il concept delle campagne pubblicitarie di Liu Jo: #Glamourizing. Un vero statement, nato per raccontare l'evoluzione del brand e inaugurare una nuova fase.
Oggi il marchio è presente in 48 paesi e 3 diversi continenti – Europa, Africa e Asia – grazie a una rete distributiva che conta 490 punti vendita monomarca e circa 5500 multimarca e specialty store nel mondo.

## Storia
Nel 1995 a Carpi nasce Liu Jo, da un'intuizione di Marco e Vannis Marchi. Con il lancio delle collezioni Liu Jo e Liu Jeans inizia il percorso di crescita sul mercato italiano, prima attraverso il canale multimarca e, in seguito, su quello monomarca sia sul mercato domestico che all'estero. Presto il progetto stilistico Liu Jo evolve verso la costruzione di un total look completo, e nel 2008 viene lanciato il jeans icona Bottom Up attraverso una campagna televisiva.

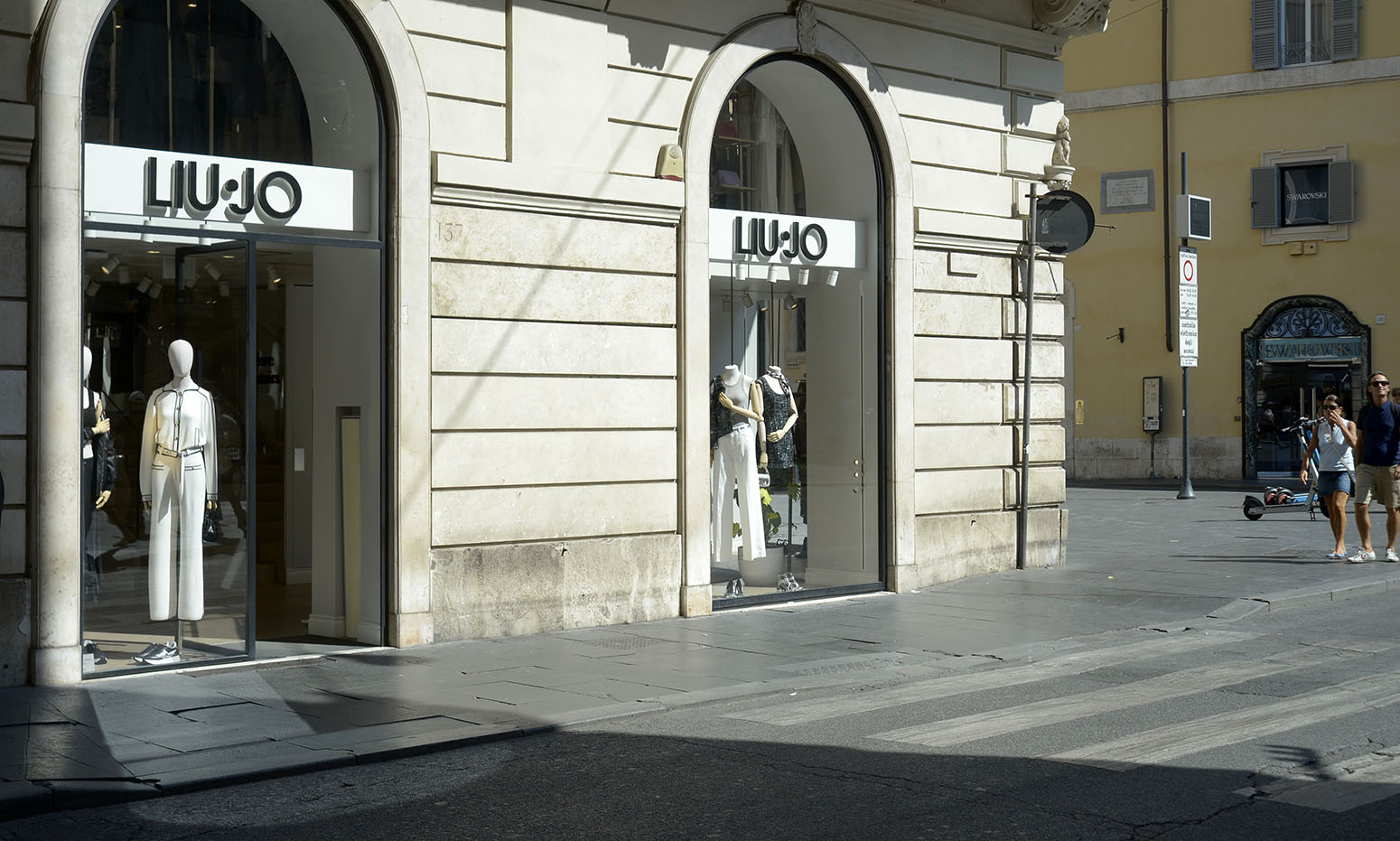
Negozio a via del Corso Roma

Nel 2009 si rafforza la rete distributiva retail in Italia di Liu Jo, e il brand continua la sua crescita sui mercati internazionali con l'istituzione delle società Liu Jo Asia Pacific e Liu Jo Retail Benelux.
Dopo il Bottom Up, nel 2010, un nuovo prodotto eroe esordisce nella comunicazione a testimoniare il consolidamento del brand nel mondo degli accessori: le borse della linea Liu Jo Accessories sono protagoniste dell'advertising in tv.
L'arrivo di Kate Moss come testimonial d'eccezione consacra un 2011 firmato Liu Jo, e l'anno successivo la fashion icon inaugura un flagship store rinnovato e ampliato in Corso Vittorio Emanuele a Milano.
Il 2013 vede il lancio del sito multicanale e della piattaforma e-commerce. L'anno successivo il marchio trova la sua nuova icona in Dree Hemingway, protagonista di una memorabile campagna di comunicazione integrata.
Il 2016 segna una rivoluzione nella comunicazione Liu Jo: Karlie Kloss e Jourdan Dunn, fashion icon e amiche di fama internazionale, raccontano le tante sfaccettature dell'allure femminile e la versatilità del marchio nelle iconiche campagne #Viceversa e #StrongTogether. Un'attitudine vincente, che nel 2017 incontra nuovi volti per esprimere tutta la sua anima: Martha Hunt e Jasmine Tookes per la stagione Primavera/Estate, Joan Smalls e Anna Mila Guyenz per la stagione Autunno/Inverno.
Nel marzo 2017 viene varata una riorganizzazione societaria del gruppo con un'operazione da 130 milioni: esce dal cda il fratello Vannis che rimane azionista con circa il 10%, resta socio di controllo il fratello Marco.
Nel 2018, la campagna Liu Jo #ExpressYourStyle segue la quotidianità di tre real testimonial di grande fascino: la giovane Antonina Petkovic, l'influencer Candela Pelizza, la poliedrica Julia Restoin Roitfeld.
La brand attitude di Liu Jo evolve ulteriormente e si afferma come definitivo statement nella campagna adv #Glamourizing, per la stagione Autunno/Inverno 2018, che vede protagonista la top model Anna Ewers. La collaborazione si rinnova anche nelle due stagioni successive.
Le stagioni 2018/19 e 2019/20 vedono Liu Jo protagonista anche nel mondo calcistico, come main sponsor del Bologna.
Il 5 novembre 2019 il fondatore e direttore creativo di Liu Jo, Marco Marchi, entra attraverso un aumento di capitale in Coin con il 15%. Sempre nel novembre 2019 Liu Jo acquisisce Blufin, la casa di moda fondata a Carpi da Anna Molinari e Gianpaolo Tarabini con il marchio Blumarine, nell'ambito di un'operazione che porta alla nascita di "Eccellenze Italiane", una holding di aggregazione di brand di fascia alta. Anna Molinari resterà nel ruolo di ambasciatrice.

## Licenze
- Liu Jo Uomo
- Liu Jo Eyewear
- Liu Jo Fragrances
- Liu Jo Casa
- Liu Jo Living Collection